# Sauter

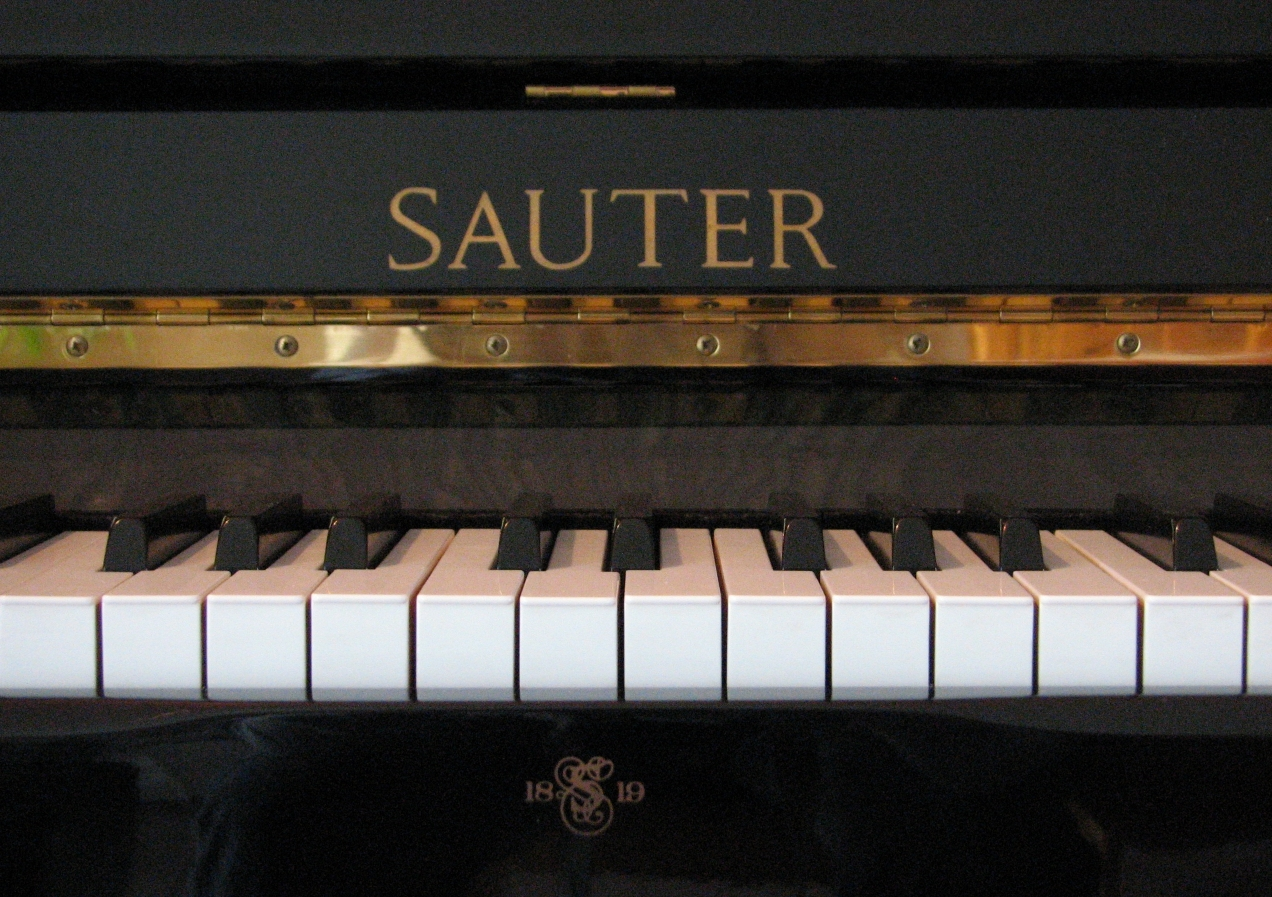
Logo op een Sauter-piano

Sauter is een vooraanstaande Duitse pianobouwer, gevestigd in Spaichingen.
De fabriek werd in 1819 door Johann Grimm opgericht. Hij leerde de kunst van het pianobouwen van Johann Andreas Streicher in Wenen, dezelfde man die ook piano's heeft gebouwd voor Beethoven.
Streichter maakte de beroemdste piano's van zijn tijd. Toen Grimm overleed, in 1864, nam zijn neef Carl Sauter de pianofabriek over. Toen Carl Sauter te vroeg overleed nam Johann Sauter het op 17-jarige leeftijd van hem over, samen met zijn moeder. Johann Sauter reisde vaak naar Amerika hen bracht daarvandaan allerlei concepten om de piano's te verbeteren. Mede dankzij het werk van de jonge Johann Sauter is de pianofabriek uitgegroeid.